# Benabdelmalek Ramdane
Benabdelmalek Ramdane (em árabe: عبد المالك رمضان), também Ben Abdelmalek Ramdan, é uma cidade e comuna localizada na província de Mostaganem, Argélia. De acordo com o censo de 2008, a população total da cidade era de 13 607 habitantes.